# Heidi, bienvenida a casa
Heidi, bienvenida a casa es una telenovela infantil argentina creada por la autora argentina Marcela Citterio, escritora de otras telenovelas juveniles como Patito Feo, Chica Vampiro y Yo soy Franky, de la dirección integral de Jorge Montero, también de Patito Feo. Producida íntegramente en Argentina, contó con grabaciones en escenarios naturales grabados en los lagos y montañas de la Patagonia. Fue estrenada el 13 de marzo de 2017, pero en la aplicación móvil de Nickelodeon, Nick Play, se estrenó dos días antes a su estreno oficial. La serie finalizó el 14 de febrero de 2019.
La segunda temporada ya finalizó las grabaciones y estaba prevista para 2018, pero aun no fue estrenada en Nickelodeon Latinoamérica se rumorea haber sido cancelada por el canal. Dicha temporada fue estrenada primero por Ecuador TV en Ecuador el 12 de noviembre de 2018.
En mayo de 2019 fue estrenada en España en Disney Channel, pero debido al poco éxito en el canal, al mes siguiente dejó de emitirse con los siguientes episodios de la serie estrenados solamente en la Web y App del canal. [cita requerida]
Su estreno en Italia tuvo una buena aceptación, tanto así que se lanzaron diversos productos al mercado, como: el disco con la banda sonora, libros, revistas  y una serie de eventos a los que asistieron Chiara Francia.[cita requerida]

## Sinopsis
La nueva historia de Heidi, se centra en una chica llena de encanto que vive en la montaña junto a su abuelo, su mejor amigo y sus animales hasta que llega su tía Dete para llevarla a vivir a la ciudad con el objetivo de hacer sonreír a Clara Sesemann, una chica triste que ha perdido la sonrisa desde que su madre se fue de la mansión, y por ese mismo motivo Clara ya no sale de casa.

## Reparto

### Principales
- Chiara Francia como Heidi[3]
- Mercedes Lambre como Emma Corradi.
- Victorio D’Alessandro  como Toro / Toribio García Le Blanc (temporada 1).
- Melisa Garat como Maxine García Le Blanc.
- Mario Guerci  como Santiago Sesemann (el Sr. Sesemann)/Lenny Man  (temporada 1)
- Florencia Benítez como Srita. Ingrid Rottenmeier/Susy Rot.  (temporada 1)

### Secundarios
- Victoria Ramos como Clara Sesemann, es la hija de Sesemann.
- Minerva Casero como Morena.[4]
- Francisco Francia como Pedro Corradi.
- Sol Estevanez como Rita.
- Johanna Francella como Vicky.[4]
- Joaquín Ochoa como Lolo.
- Nicolás Riedel como Boris.
- Sofía Morandi como Abril (temporada 1).
- Pepe Monje como Gerardo García (temporada 1).
- Adriana Salonia como Paulina Le Blanc de García.
- Santiago Achaga como Junior.
- Tiziano Francia como Diego Corradi.
- Paulina Patterson como Sol (temporada 1).
- Nicolás Di Pace como Imanol/Oliver Conejo.
- Mónica Bruni como Dete.
- Daniel Campomenosi como Ulises (temporada 1).
- Fernando Fernández como Abuelo de Heidi/el Ogro de la Montaña.
- Santiago Talledo como Clemente/Rex.
- Pietro Sorba como Pietro.
- Marger Sealey como Sheila.
- Rafael Walger como Nicanor.
- Eduardo Perez como Nicolas (temporada 2) .
- Connie Isla como Coco/tete  (temporada 2).
- María José Pescador como Mia (temporada 2).
- Josefina Galli como Muñeca (temporada 2).
- Nicolas Lorenzón como Manuel (temporada 2).
- Imanol Rodríguez como John (temporada 2).
- Ángeles Díaz Colodrero como Brigitte (temporada 2).
- Julieta Luciani como Melody (temporada 2).
- Josefina Willa como Felicitas (temporada 2).
- Julieta Ortega como Sandy (temporada 2).
- Martín Ruiz como Sr. Conejo (temporada 2)
- Facundo López como Félix (temporada 1)
- Gonzalo Barbadillo como Inspector Garay (temporada1).

## Episodios
|  | 1 | 60 | 13 de marzo de 2017     | 2 de junio de 2017    | 28 de enero de 2019 | 9 de mayo de 2019    |
|  | 2 | 60 | 12 de noviembre de 2018 | 14 de febrero de 2019 | 13 de mayo de 2019  | 22 de agosto de 2019 |

## Canciones
| N.º | Título                          | Artista(s)                       | Duración |  |
| 1.  | «Un lugar mejor»                | Chiara Francia                   | 2:41     |  |
| 2.  | «El sabor de la ilusión»        | Chiara Francia y Mercedes Lambre | 1:06     |  |
| 3.  | «Una gota de variedad»          | Chiara Francia y Minerva Casero  | 2:52     |  |
| 4.  | «Fuera de aquí»                 | Minerva Casero                   | 2:19     |  |
| 5.  | «Pienso»                        | Victorio D'Alessandro            | 3:12     |  |
| 6.  | «Mi realidad»                   | Mercedes Lambre                  | 3:25     |  |
| 7.  | «Abuelito»                      | Chiara Francia                   | 3:36     |  |
| 8.  | «1, 2, 3»                       | Florencia Benítez                | 2:44     |  |
| 9.  | «Oh, la, la»                    | Melisa Garat                     | 1:46     |  |
| 10. | «Corre»                         | Chiara Francia                   | 2:59     |  |
| 11. | «Quiero enamorarme»             | Johanna Francella                | 2:30     |  |
| 12. | «No tengo tiempo para un novio» | Mercedes Lambre                  | 2:09     |  |
| 13. | «Agente secreto»                | Nicolás Riedel                   | 2:26     |  |
| 14. | «A un lugar final»              | Todo el elenco                   | 2:57     |  |

## Distribuciones internacionales
La productora Mondo TV Iberoamérica anuncia el 18 de septiembre de 2018 la celebración de un acuerdo con la empresa Godigital, Inc que permite la transmisión de la serie de televisión a través del servicio Netflix en Latinoamérica, Alemania, Portugal, Italia, España, Francia, Canadá. y Estados Unidos de América por una duración total de veintiocho meses, excepto Canadá e Italia. Heidi Bienvenida estuvo disponible en la plataforma en línea el 15 de mayo de 2019 con los primeros 30 episodios de la primera temporada en Norteamérica, Latinoamérica, Irlanda, Italia, Reino Unido y España. Los restantes episodios que componen la primera temporada se publicaron entre octubre y noviembre.
La emisión en España , que tenía lugar desde el 28 de enero de 2019 en Disney Channel, fue suspendida el 1 de abril del mismo año para continuar en la aplicación móvil de la cadena de televisión, así como para la segunda temporada. Este último también es transmitido por el canal israelí Yes Kidz , a partir de septiembre de 2019 y por la venezolana Televen. Además, a pesar de un anuncio inicial de publicación en la plataforma Netflix,se estrenará a partir del 6 de noviembre de 2020 en Amazon Prime Video para territorio latinoamericano.
En diciembre de 2020, Mondo TV Iberoamérica anunció la firma de un acuerdo de venta para la transmisión de la primera temporada de la serie en la TV pública colombiana Señal Colombia.
| Bolivia              | Red Uno                            | 26 de agosto de 2017              | [ 8 ] [ 9 ]   |
| Costa Rica           | Teletica                           |                                   | [ 8 ]         |
| Ecuador              | Ecuador TV                         | 13 de agosto de 2018              | [ 10 ] [ 11 ] |
| El Salvador          | Canal 21                           | 3 de febrero de 2018              | [ 8 ] [ 12 ]  |
| Israel               | Yes Kidz                           | 3 de septiembre de 2017           | [ 13 ] [ 14 ] |
| Italia               | Rai Gulp                           | 30 de abril de 2018 (1 temporada) | [ 15 ]        |
| Mauricio             | Mauritius Broadcasting Corporation | 31 de diciembre de 2018           | [ 16 ] [ 17 ] |
| México               | a+                                 | 24 de julio de 2017               | [ 13 ] [ 18 ] |
| Perú                 | Latina                             | 27 de octubre de 2018             | [ 19 ] [ 20 ] |
| República Dominicana | Colorvisión                        | 12 de marzo de 2018               | [ 8 ] [ 21 ]  |
| Rusia                | CTC LOVE                           | 19 de agosto de 2017              | [ 13 ] [ 22 ] |
| España               | Disney Channel España              | 28 de enero de 2019               | [ 23 ]        |
| Venezuela            | Televen                            | diciembre 2018                    | [ 24 ]        |

## Premios y nominaciones
| Año  | Premio                        | Categoría                 | Candidato                              | Resultado |
| ---- | ----------------------------- | ------------------------- | -------------------------------------- | --------- |
| 2017 | Kids' Choice Awards México    | Programa Favorito         | Heidi, bienvenida a casa               | Nominados |
| 2017 | Kids' Choice Awards Colombia  | Actriz Favorita           | Mercedes Lambre                        | Nominada  |
| 2017 | Kids' Choice Awards Argentina | Actriz Favorita           | Mercedes Lambre                        | Nominada  |
| 2017 | Kids' Choice Awards Argentina | Actor Favorito            | Joaquín Ochoa                          | Nominado  |
| 2017 | Kids' Choice Awards Argentina | Serie o Programa Favorito | Heidi, bienvenida a casa               | Nominados |
| 2017 | Kids' Choice Awards Argentina | Chico Trendy              | Victorio D’Alessandro                  | Nominado  |
| 2017 | Kids' Choice Awards Argentina | Ship Nick                 | Victorio D’Alessandro & Victoria Ramos | Nominados |
| 2017 | Kids' Choice Awards Argentina | Ship Nick                 | Nicolás Riedel & Melisa Garat          | Nominados |